# Udo Arnold
Udo Arnold (né le 6 septembre 1940 à Leitmeritz, Reichsgau des Sudètes) est un historien allemand et professeur d'université spécialisé dans l'histoire de l'ordre Teutonique.

## Biographie
En tant que fils d'un couple d'enseignants, Arnold est arrivé dans le Pays de Berg après l'expulsion des Allemands de Tchécoslovaquie. Après avoir obtenu son diplôme d'études secondaires à Bergneustadt, il étudie l'histoire, l'histoire de l'Europe de l'Est, les études allemandes, la musicologie, la philosophie, la pédagogie, l'histoire de l'art et le droit à l'Université rhénane Frédéric-Guillaume de Bonn. À partir de 1966, il travaille au Séminaire d'histoire sur un projet de recherche sur l'histoire nationale de la Prusse et l'histoire de l'ordre Teutonique. Titulaire d'un doctorat magna cum laude en 1967, il dirige à partir de 1968 les archives centrales de l'Ordre Teutonique à Vienne.
Il retourne à Bonn en 1970 et termine son habilitation en 1975 au Séminaire d'histoire, de didactique de l'histoire et d'éducation politique de l'Université pédagogique de Rhénanie (de). Nommé professeur adjoint en 1978, il occupe la chaire d'études médiévales à l'Université de Hanovre jusqu'en 1980. À partir de 1986, il dirige le projet d'histoire régionale de l'Allemagne de l'Est à l'Université de Bonn. En 1992, il reçoit une chaire invitée à l'Université de Toruń, où il est resté associé en tant que représentant Erasmus. Il dirige alternativement son séminaire de Bonn depuis 1992 et seul depuis 1997. En 2005, il prend sa retraite et se voit confier la responsabilité de continuer à diriger le séminaire à titre bénévole.
Reconnaissant que l'histoire européenne ne peut pas être nationale, Arnold se consacre depuis 1965 principalement aux 800 ans d'histoire de l'Ordre Teutonique ; parce que son influence spirituelle et politique s'étend de la Terre Sainte aux pays baltes et à l'Europe occidentale. Avec des auteurs et collaborateurs étrangers, Arnold établit clairement ces liens lors de conférences en Belgique, en Allemagne, en France, en Italie, en Lettonie, en Lituanie, aux Pays-Bas, en Norvège, en Autriche, en Pologne et en Russie. De 1974 à 1995, il dirige la Commission historique pour la recherche d'État de Prusse-Orientale et Occidentale.
En 2014, Udo Arnold est nommé membre à part entière de la classe de sciences humaines de l'Académie allemande des sciences et des arts des Sudètes (de)
Arnold vit à Bad Münstereifel.

## Honneurs

### Bourses et prix
- Bourse Arnold-Dietrich-Schaefer (de) de l'Université de Bonn (1967)
- Fondation allemande pour la recherche (1967-1969)
- Bourse de recherche à l'Institut historique allemand de Rome (1973)
- Cadeau honorifique pour le Prix Ludwig-Dehio (1977)
- Prix de la culture de Prusse-Occidentale (de) (1989)
- Prix de la culture allemande des Sudètes (de) (2012)

### Médailles
- Grande Croix du Mérite de l'Ordre Teutonique (1975)
- Médaille du mérite de l'Université Nicolas-Copernic de Toruń (1991)
- Croix d'officier de l'Ordre de Léopold (Belgique) (1994)
- Croix de cavalier de l'Ordre du Mérite de la république de Pologne (2008)
- Ordre du Mérite de la République fédérale d'Allemagne (Croix du mérite sur ruban ; 2010)[6]

### Doctorats honorifiques
- Université d'État de Saratov (1999)[7]
- Université de Varmie et Mazurie d'Olsztyn (2012)[8]
- Université de Debrecen (2022)

### Postes honoraires
- Président honoraire de la Commission historique pour la recherche sur l'État de Prusse-Orientale et Occidentale (depuis 2011)
- Président de la Commission historique internationale pour la recherche sur l'ordre Teutonique (depuis 1985)
- Membre du conseil d'administration du centre d'études Alden Biesen (depuis 1988)
- Conseil consultatif du Centre de recherche sur l'histoire de la Lituanie-Occidentale et de la Prusse de l'Université de Klaipėda (de)
- Président du conseil d'administration des œuvres culturelles de l'Allemagne du Nord-Est (1993-2001)
- Centro Interdipartinentale di Ricerca sull'Ordine Teutonico nel Mediterraneo, Université du Salento

### Adhésions
- Conseil de recherche Johann-Gottfried-Herder (de)
- Société scientifique de Toruń
- Chevalier honoraire de l'Ordre Teutonique (2015)

## Travaux (sélection)

### Publications
- Beiträge zum Verfasserlexikon. In: Beiträge zur Geschichte der deutschen Sprache und Literatur. Band 88, Tübingen, 1965, p. 143–158.
- Deutscher Orden und Preußenland. Ausgewählte Aufsätze anlässlich des 65. Geburtstages, hrsg. von Bernhart Jähnig und Georg Michels, Marbourg, 2005 (mit Schriftenverzeichnis bis 2005).
- Die Urkunden des Deutschordenszentralarchivs in Wien. Regesten, nach dem Manuskript von Marian Tumler herausgegeben, 1122–1526. 3 Volumes, Marbourg, 2006–2007.
- Studien zur preußischen Historiographie des 16. Jahrhunderts. Wellm, Bonn, 1967,  (ISBN 3-921456-10-X) (zugleich: Dissertation, Universität Bonn, Philosophische Fakultät, 1967).

### Éditions
- Quellen und Studien zur Geschichte des Deutschen Ordens[9]
- Tagungsberichte der Historischen Kommission für ost- und westpreußische Landesforschung.
- Einzelschriften der Historischen Kommission für ost- und westpreußische Landesforschung.
- Veröffentlichungen aus dem Projektbereich Ostdeutsche Landesgeschichte an der Universität Bonn.

### Expositions
- 800 Jahre Deutscher Orden. Nuremberg (Musée national germanique) et Gütersloh, 1990.
- Kreuz und Schwert. Der Deutsche Orden in Südwestdeutschland, im Elsaß und in der Schweiz. Mainau, 1991.
- Ridders en priesters. Acht eeuwen Duitse Orde in Noordwest-Europa. Alden Biesen, 1992.
- Der Deutsche Orden im Bonner Raum. Bonn, 2000.